# Nom d'hybride
Dans la nomenclature botanique, un hybride peut recevoir un nom d'hybride, qui est un type particulier de nom botanique. Le Code international de nomenclature botanique propose les options suivantes pour désigner un hybride :
- un hybride peut recevoir un nom botanique normal ; c'est l'option généralement utilisée pour les hybrides apparaissant spontanément dans la nature ;
- un hybride peut aussi être désigné par une formule énumérant les parents, lorsqu'ils sont connus. Dans ce cas on utilise le signe de la multiplication, « × », pour lier les parents ;
- un nom d'hybride est en principe réservé aux hybrides apparaissant dans la nature. Les hybrides obtenus en horticulture et les hybrides artificiels ou forcés dépendent théoriquement du Code international pour la nomenclature des plantes cultivées et doivent donc être considérés comme des grex, des groupes ou des cultivars. Toutefois depuis le code de Shenzhen (2018), les hybrides horticoles peuvent être nommés, à condition qu'ils soient décrits et publiés en respectant les normes botaniques en vigueur ;
- un nom d'hybride est indiqué par un signe de multiplication, « × », placé avant le nom ou l'épithète, selon le cas.

## Utilisation du signe de multiplication
Un nom d'hybride est un nom botanique et est traité comme les autres noms botaniques, dans la plupart des cas. Le signe de multiplication ne fait pas partie du nom proprement dit et on ne doit pas en tenir compte dans un but nomenclatural tel que synonymie, homonymie, etc. Cela signifie que, par exemple, Drosera ×anglica doit, dans un but nomenclatural, être traité comme Drosera anglica. Un taxonomiste peut décider d'employer l'une ou l'autre forme de ce nom, s'il veut souligner que c'est un hybride, il emploiera Drosera ×anglica, s'il veut insister sur le fait que c'est une espèce, il dira plutôt Drosera anglica.
Un nom d'hybride diffère des autres noms botaniques en ce qu'il ne se réfère pas nécessairement à une unité cohérente mais s'applique à toute la descendance des parents, peu importe l'amplitude de la variation. Ainsi, Magnolia ×soulangeana s'applique à tous les produits du croisement Magnolia denudata × Magnolia liliiflora, ainsi qu'aux croisements de tous leurs descendants aussi bien qu'aux croisements des descendants avec les parents. Cela recouvre une large gamme en matière de couleur des fleurs.
Le signe de multiplication (« × ») doit être placé devant le nom en cas d'hybride intergénérique et dans les autres cas devant l'épithète. C'est seulement quand le signe de multiplication n'est pas disponible (par exemple sur certaines machines à écrire), qu'une lettre « x » minuscule peut être utilisée à la place. Exemples :
- Dianthus ×allwoodii (la formule équivalente est Dianthus caryophyllus × Dianthus plumarius). C'est un hybride « interspécifique » (hybride entre deux espèces du même genre) : le signe de multiplication se met devant l'épithète ;
- ×Heucherella tiarelloides (la formule équivalente est Heuchera sanguinea × Tiarella cordifolia). C'est un hybride « intergénérique » (hybride entre deux genres différents) : le signe de multiplication se met devant le nom générique. Ce nom générique est dit « nom nothogénérique » et c'est une formule condensée, formée des noms génériques des parents : par exemple ×Heucherella combine Heuchera et Tiarella).

Le signe de multiplication (« × ») doit précéder le nom d'hybride du même rang. Dans le cas d'un cultivar issu d'une hybridation interspécifique, ce signe est superflu, car il est considéré comme implicite en l'absence de nom d'espèce. Par exemple on notera Rosa 'Jacques Cartier', mais pas Rosa × 'Jacques Cartier'.

## Directionnalité
Les dispositions du code international de nomenclature botanique qui traitent des noms d'hybride sont les suivantes : articles H1 à H12. Ainsi, il recommande :
- de ne pas multiplier les noms d’hybrides s’ils ne sont pas nécessaires, car les noms des parents sont plus informatifs (H.10B.1) ;
- de placer ou non des espaces autour du signe × selon ce qui permet une meilleure lisibilité (H.3A.1) ;
- de placer soit les épithètes des parents dans l’ordre alphabétique, soit le parent femelle en premier (H.2A.1).

Ainsi, dans une formule de nommage listant les parents, il convient de placer le nom du parent femelle à gauche et le nom du parent mâle à droite, ou d’utiliser les symboles ♀ (femelle) et ♂ (mâle) pour clarifier. Suivant cette recommandation :
- un hybride formulé Citrus reticulata × Citrus medica sera issu de la fécondation d’un ovule du pistil d’une fleur de mandarinier par du pollen de cédratier ;
- un hybride formulé Citrus medica × Citrus reticulata sera issu de la fécondation d’un ovule du pistil d’une fleur de cédratier par du pollen de mandarinier.

Noter que le nom d'une chimère utilise le signe de l'addition, « + ».